# 2240 Tsai
2240 Tsai је астероид главног астероидног појаса. Приближан пречник астероида је 24,87 ,
а средња удаљеност астероида од Сунца износи 3,144 астрономских јединица (АЈ).
Инклинација (нагиб) орбите у односу на раван еклиптике је 0,845 степени, а орбитални период износи 2036,907 дана (5,576 година). Ексцентрицитет орбите астероида износи 0,157.
Апсолутна магнитуда астероида износи 11,80 а геометријски албедо 0,054.
Астероид је откривен 30. децембра 1978. године.